# Нагаев, Юрий Александрович
Юрий Алекса́ндрович Нага́ев (род. 16 декабря 1930, Алма-Ата) — советский и российский авиационный инженер, учёный, предприниматель, лауреат Ленинской премии (1964), почётный авиастроитель СССР.

## Биография

### Ранние годы
Юрий родился 16 декабря 1930 года в Алма-Ате в семье военнослужащего. С отличием окончил МАИ им. С. Орджоникидзе (1953).

### Работа в авиационной промышленности
В период 1953—1956 годов: инженер, заместитель начальника цеха завода № 30.
С 1956 по 2003 годы работал в ЛИИ им. М. М. Громова:
- инженер, затем старший инженер и начальник сектора;
- заместитель начальника отделения № 2 (лётные испытания);
- 1974—1984 годы — начальник отделения № 12 (средства жизнеобеспечения);
- 1984—1996 годы — заместитель начальника института — главный инженер;
- 1996—2003 годы — помощник начальника института.

Нагаев вёл испытательную и научную работу в области систем спасения и жизнеобеспечения экипажей воздушных судов. Он кандидат технических наук (1971). C 1980 года по совместительству преподавал в МАИ (факультет «Стрела») в должностях старшего преподавателя, доцента, профессора.
В 1991 году окончил коммерческую школу при Всесоюзной академии внешней торговли.
Нагаев один из основных создателей, инициаторов и руководитель Международного авиакосмического салона (МАКС) на базе ЛИИ им. М. М. Громова, в 1992—2003 годах был генеральным директором, а с 2006 года — президентом ОАО «Авиасалон». Впоследствии работал научным консультантом МАКС.

### Семья
Жена — Нагаева Антонина Георгиевна, авиаконструктор. Дочь Татьяна (1958) — специалист по лётным испытаниям.

## Награды и звания
- Лауреат Ленинской премии (1964) — в составе авторского коллектива, за разработку и внедрение в серийное производство всережимных катапультных установок КМ-1, КС-4 и КТ-1
- Награждён орденами Трудового Красного Знамени, Дружбы народов, «За заслуги перед Отечеством» IV степени
- Почётный авиастроитель СССР
- Почётный гражданин города Жуковский[6][7]